# Rússkoie (Stàvropol)
|  | Per a altres significats, vegeu «Rússkoie». |

Rússkoie (en rus: Русское) és un poble del krai de Stàvropol, a Rússia, que en el cens del 2010 tenia 4.681 habitants. Pertany al districte rural de Kurskaia.